# طريق القاهرة الإسكندرية الصحراوي
طريق القاهرة الإسكندرية الصحراوي أو طريق مصر إسكندرية الصحراوي طريق حر وأحد الطرق الرئيسية في جمهورية مصر العربية، تم إنشاءه عام 1935، يربط بين العاصمة المصرية القاهرة ومدينة الإسكندرية على ساحل البحر الأبيض المتوسط بطول حوالي 220 كم، ، تديره الشركة الوطنية لإنشاء وتنمية الطرق، وتبلغ سعة الطريق في الاتجاه الواحد أربعة حارات مرورية مخصصة للسيارات، وحارتين مروريتين مخصصتين للنقل الثقيل.
يبدأ الطريق جنوباً عند التقاطع مع محور 26 يوليو داخل نطاق محافظة الجيزة، ويمتد شمالاً حتى التقاطع مع الطريق الدائري داخل نطاق مدينة الإسكندرية، ويمر على عدة مدن رئيسية هي الشيخ زايد، سفنكس الجديدة، السادات، وادي النطرون، النوبارية الجديدة، والعامرية، كما يتقاطع مع عدة طرق رئيسية هي محور الضبعة، الطريق الدائري (الإقليمي)، وطريق وادي النطرون - العلمين، ويضم الطريق الكثير من المعالم المميزة، مثل القرية الذكية، مطار سفنكس الدولي، دير الأنبا مقار، المنطقة الحرة العامة بالإسكندرية، العديد من مزارع الفاكهة، وكذلك مصانع للسكر والطوب الأحمر.

## التاريخ
يرجع إنشاء طريق القاهرة الإسكندرية إلى عام 1935، وذلك عندما قامت شركة شِل البريطانية بتنفيذ إنشاء الطريق بطريقة mix-in-place، وكان عبارة عن مدق من الأحجار مثبت بالبيتومين بعرض 6 متر، وفي عام 1959، تم البدء في تغطية الطريق بطبقات أسفلتية بنفس العرض أيضاً، وفي عام 1971 تم البدء في توسيع الطريق ليصبح بمتوسط عرض 9 متر، في عام 1981 تم البدء في ازدواج الطريق بمتوسط عرض 9م لكل اتجاه فأصبح حارتين لكل اتجاه، وذلك ليستوعب متوسط حجم المرور اليومي البالغ وقتها 1500 مركبة / يوم، وفي عام 1998 تم البدء في إنشاء حارة ثالثة / اتجاه ليستوعب متوسط حجم المرور اليومي البالغ وقتها 13500 مركبة / يوم، وفي عام 2003 تم البدء في إنشاء حارة رابعة، ليستوعب متوسط حجم المرور اليومي البالغ وقتها 25200 مركبة / يوم، وفي عام 2005 تم البدء في إنارة الطريق من كم 29 حتى كم 59 من اتجاه القاهرة.
في عام 2007 وضعت الحكومة المصرية خطة لتطوير الطريق وتحويله إلى طريق حر بتكلفة تقديرية تبلغ ملياري جنيه مصري، وقد عملت الخطة على تحقيق رفع درجة الأمان والسلامة لمستخدمي الطريق من خلال إنشاء طرق خدمة جديدة على جانبي الطريق لخدمة الكيانات القائمة ومنع الاتصال المباشر مع الطريق الرئيسي، مع تحكّم كامل في حركة الدخول والخروج من وإلى الطريق الرئيسي، وإلغاء كافة الدورانات والتقاطعات السطحية واستبدالها بجسور علوية لتأمين تدفق المرور وإلغاء نقاط الاصطدام، إنشاء كباري للمشاة بمناطق الازدحام، أعمال الإنارة لطريق الخدمة، وتزويد الطريق بالإشارات الإرشادية والتوجيهية، وقد قامت الهيئة العامة للطرق والكباري بمنح عدة عطاءات تنافسية بين شركات المقاولات الموجودة بالسوق المصري، وقد تم إرساء العطاءات على عدة شركات حكومية وخاصة طبقاً للقطاعات المتاحة وتوافقها مع الجدول الزمني للمشروع على مرحلتين الأولى من الكم 26-126 وتشمل أربعة قطاعات، والثانية من 126-187 وتشمل قطاعين،
وتم إرساء الأربعة قطاعات بالمرحلة الأولى على ثلاث شركات هي المقاولون العرب (50 كم)، النصر العامة للمقاولات (25 كم)، والنيل العامة للطرق والإنشاء (25 كم)، وقامت الشركات المكلفة بتنفيذ تعاقداتها مع الحكومة المصرية، إلا أن بعض المشاكل مثل ثورة 25 يناير، وقبلها من أمور نزع الملكيات على جانبي الطريق الصحراوي قد أدى إلى تأخر أجزاء من المشروع.

## معرض الصور

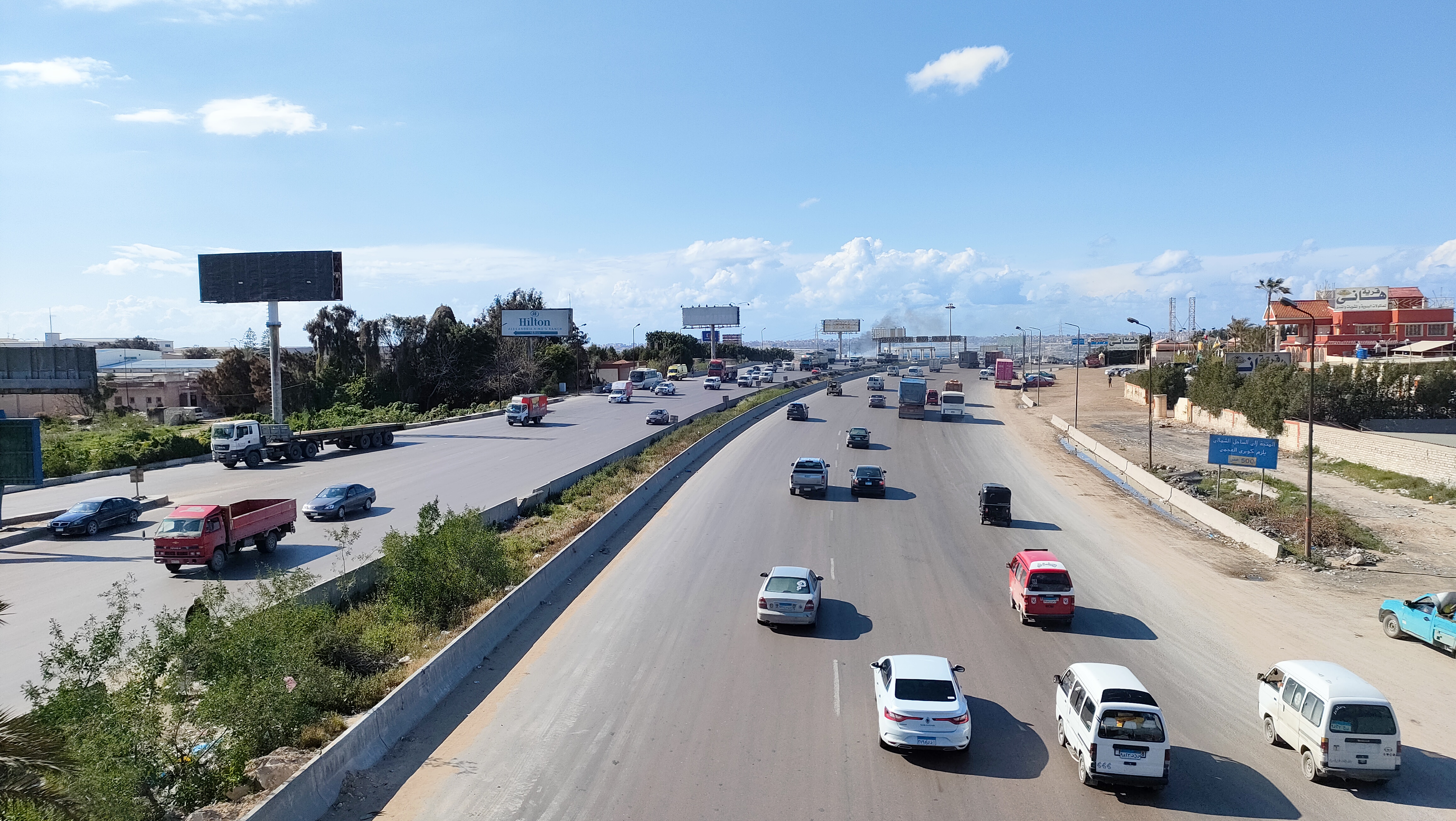
الطريق بمنطقة الكافوري اتجاه الإسكندرية
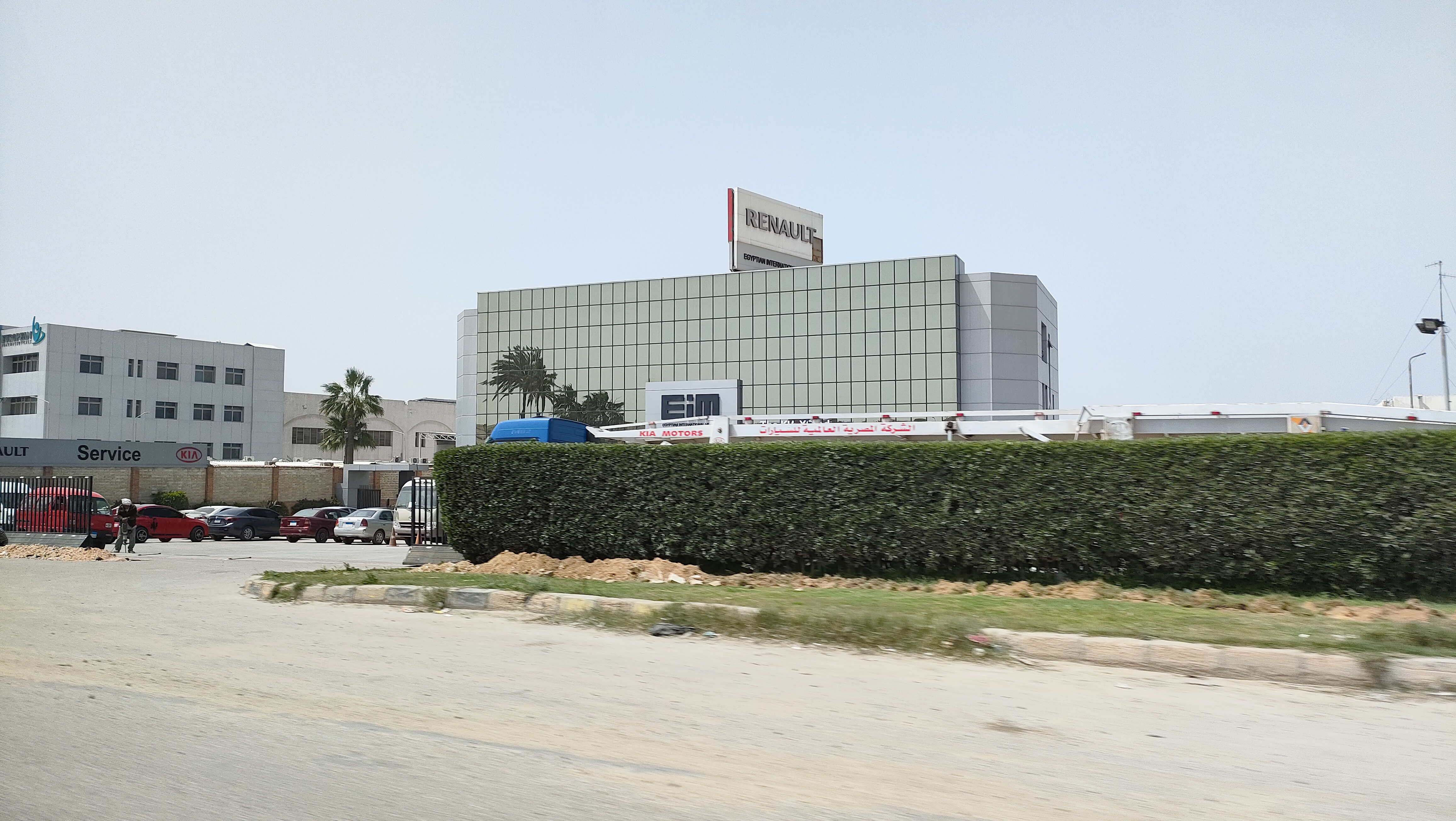
توكيل سيارات على الطريق بمنطقة مرغم
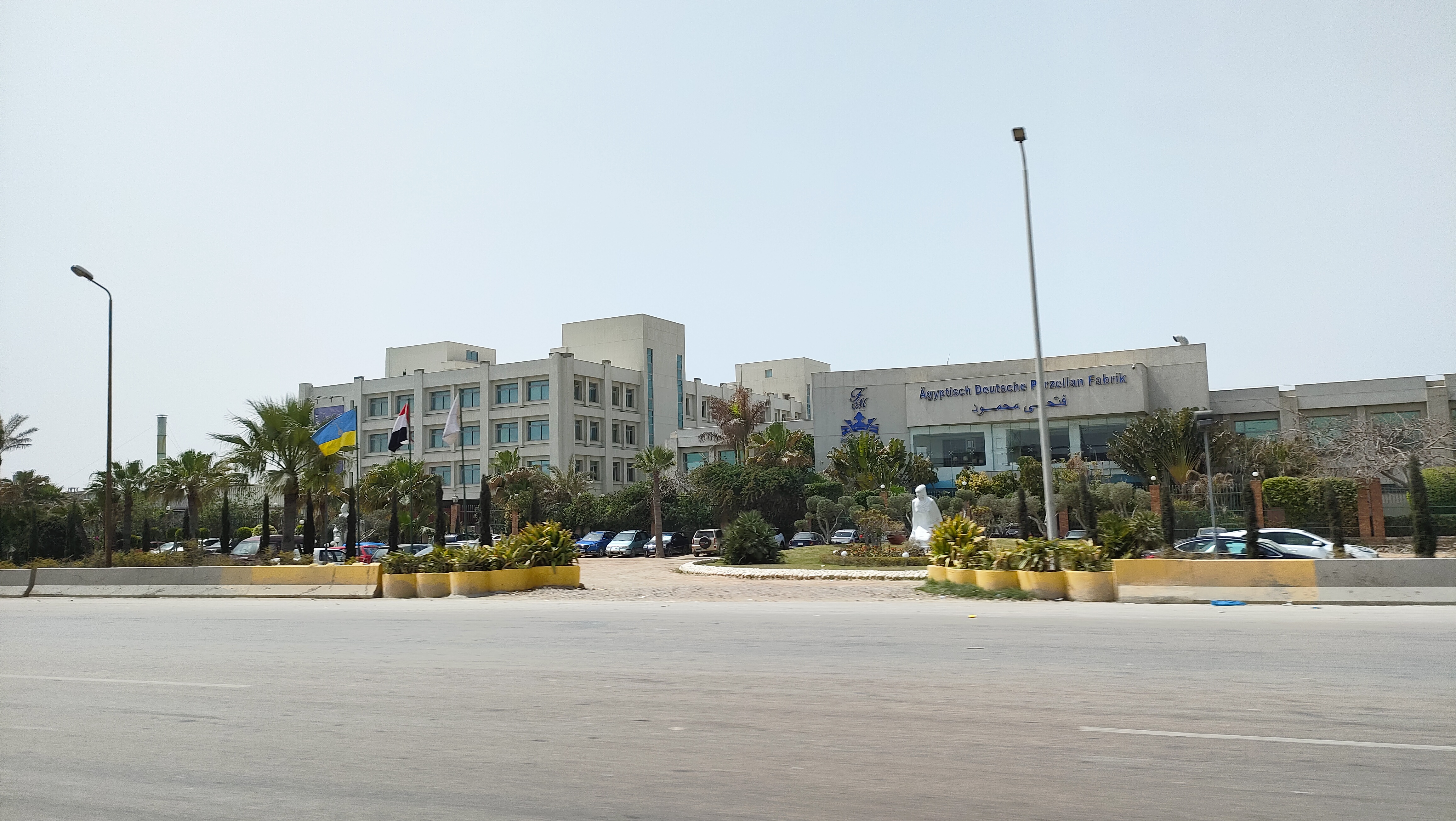
مصنع على الطريق بمنطقة مرغم
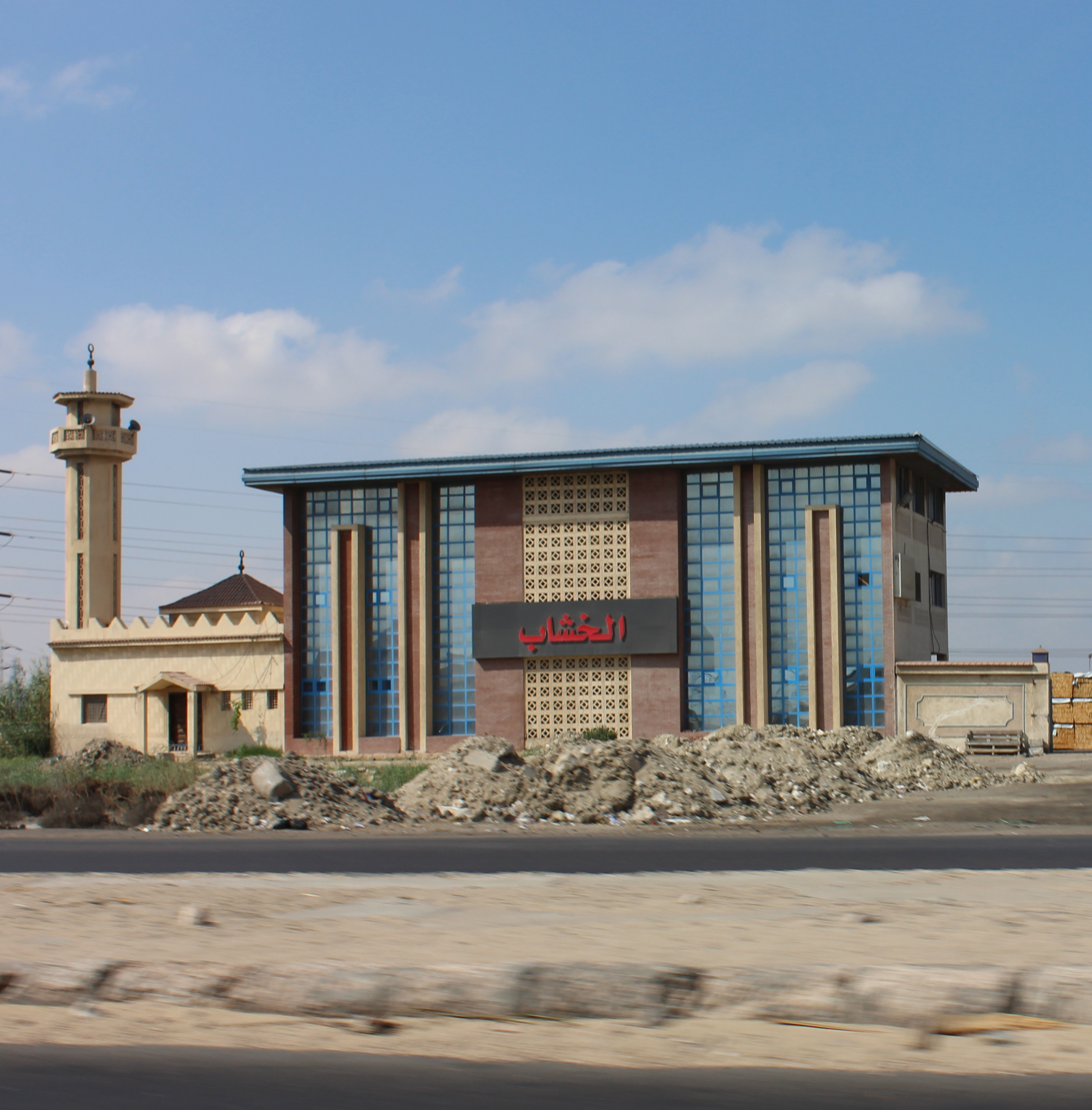
مسجد الخشاب
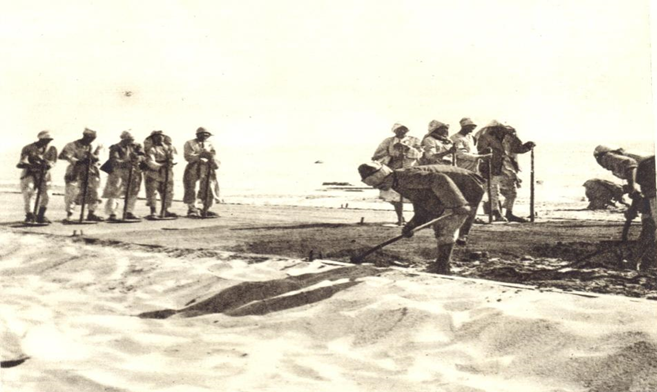
إنشاء طريق الإسكندرية الصحراوي قديماً
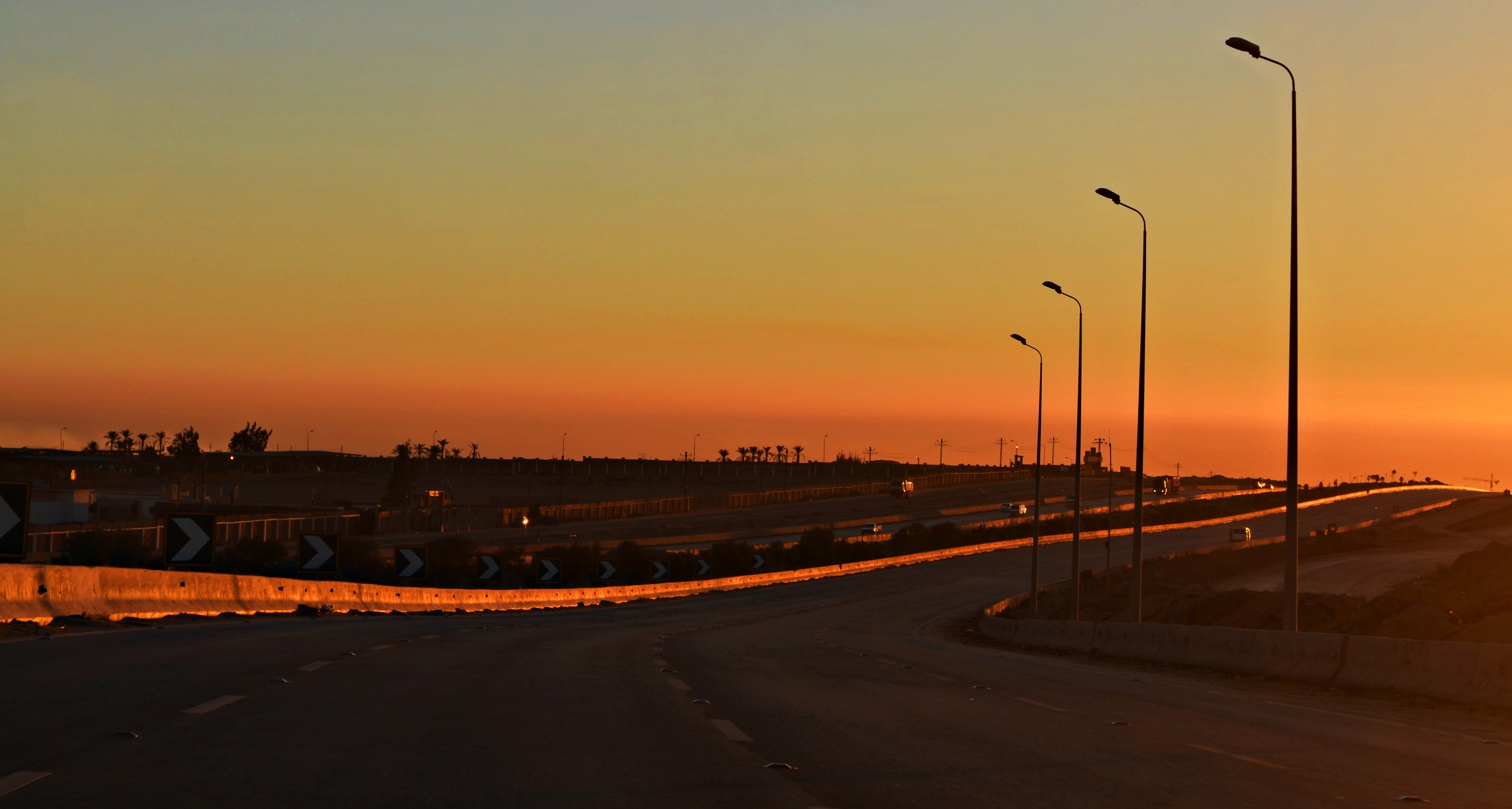
اتجاه القاهرة وقت شروق الشمس
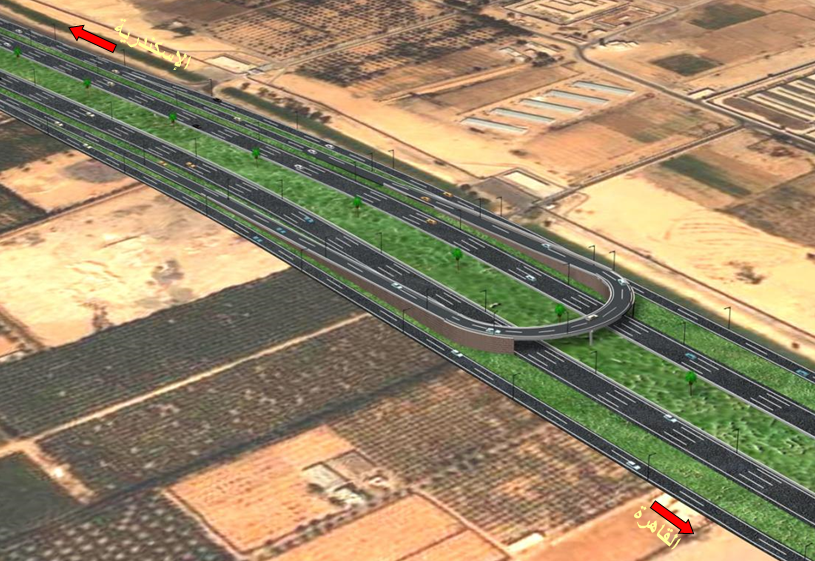
صورة ثلاثية الأبعاد لكوبري مقترح
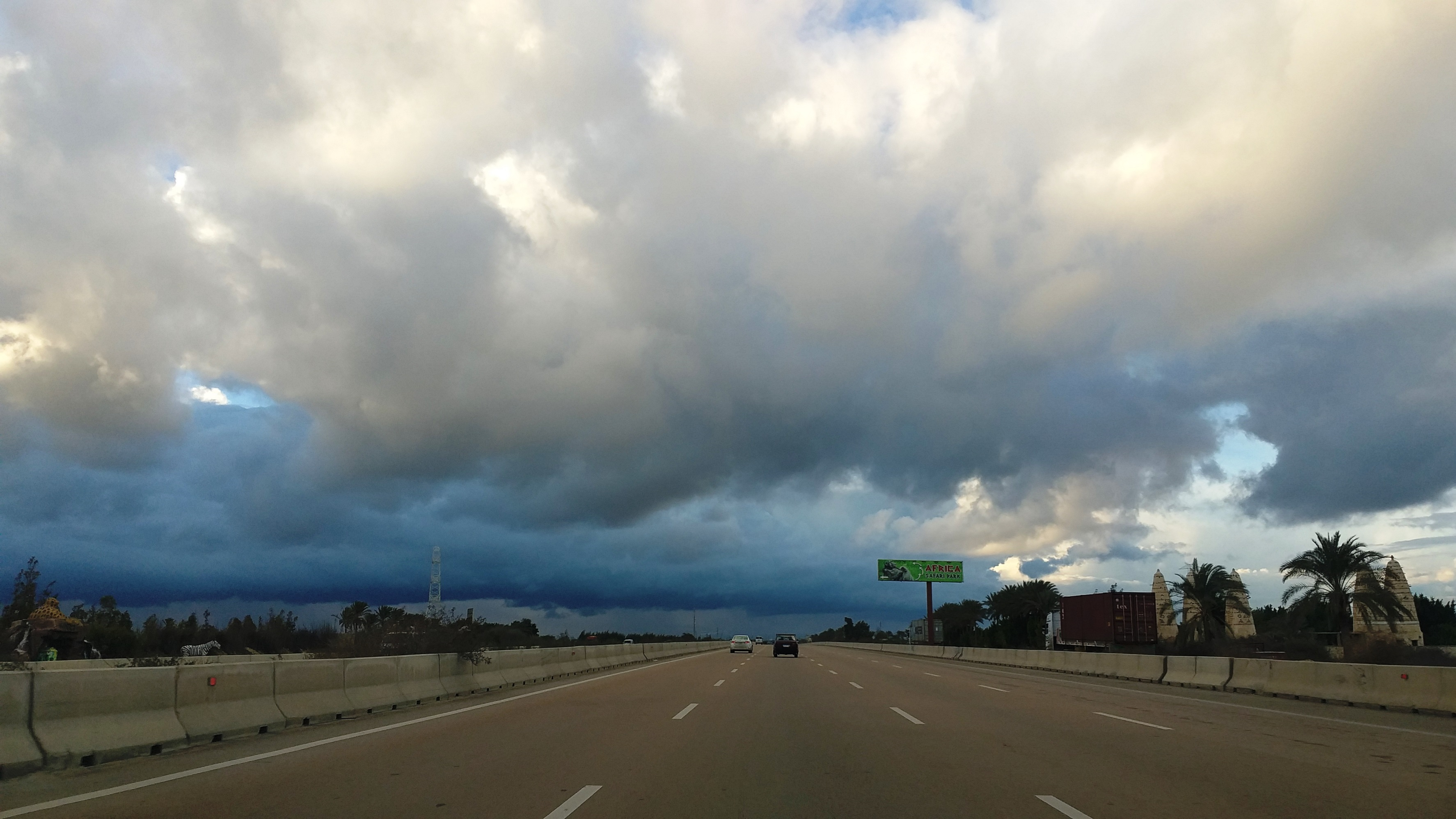
صورة للطريق اتجاه الإسكندرية
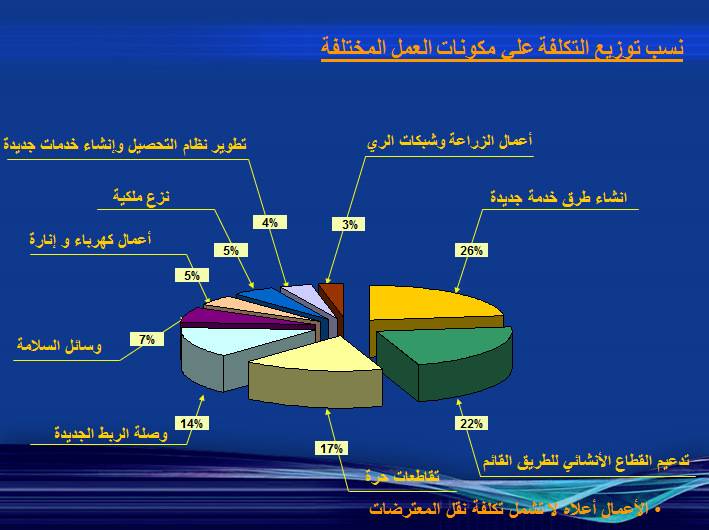
رسم بياني يوضح نسب تكلفة التطوير
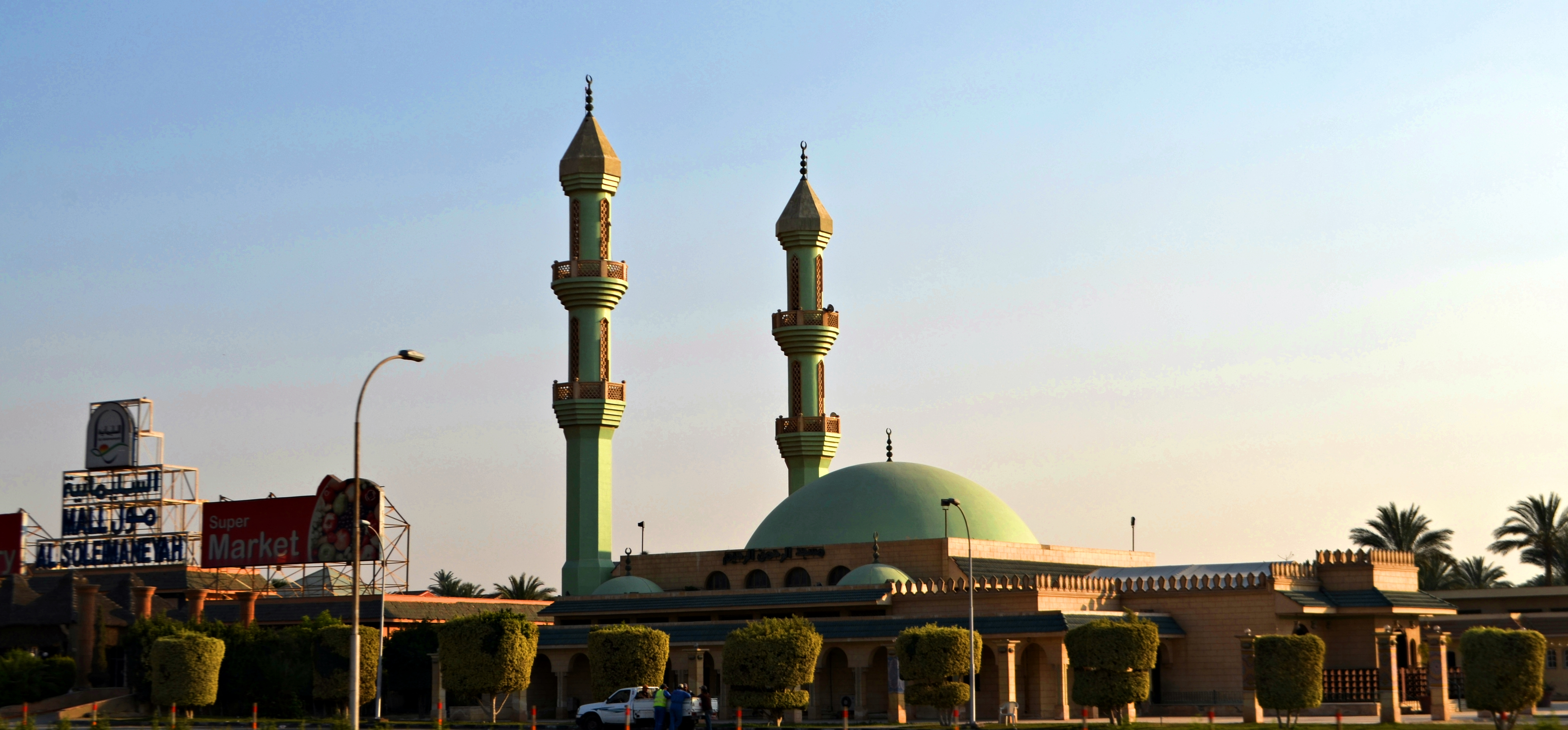
مسجد الرحمن بالسليمانية
إعلان على الطريقإعلان على الطريق
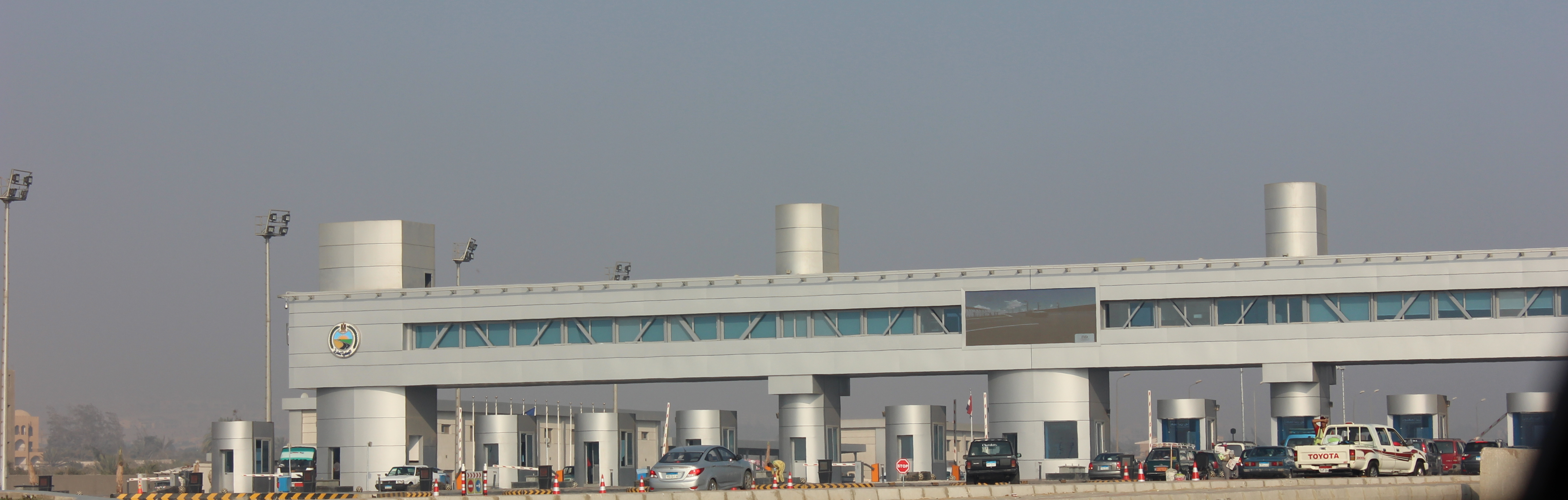
بوابة الجيزة
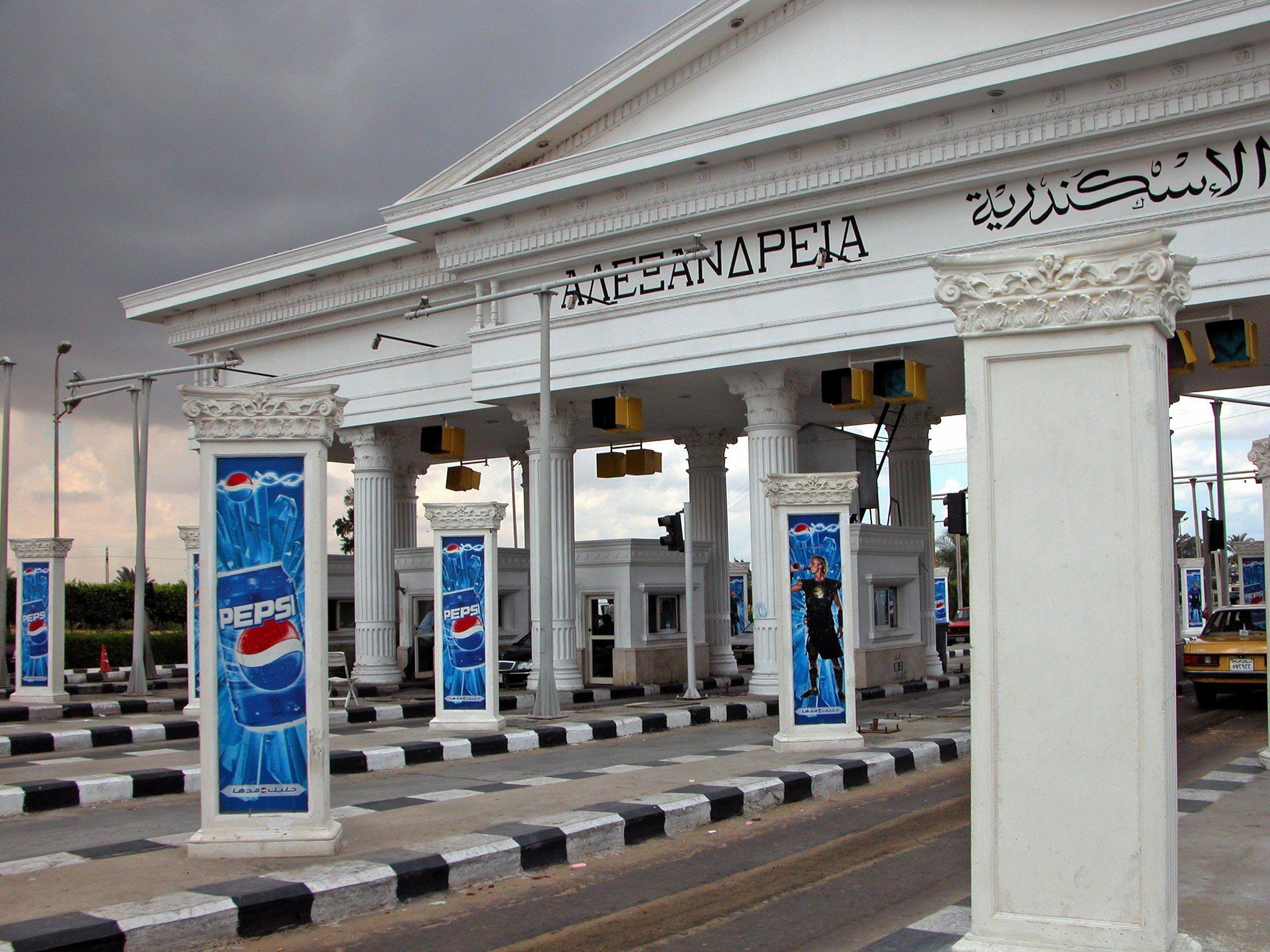
بوابة الإسكندرية قبل تغييرها
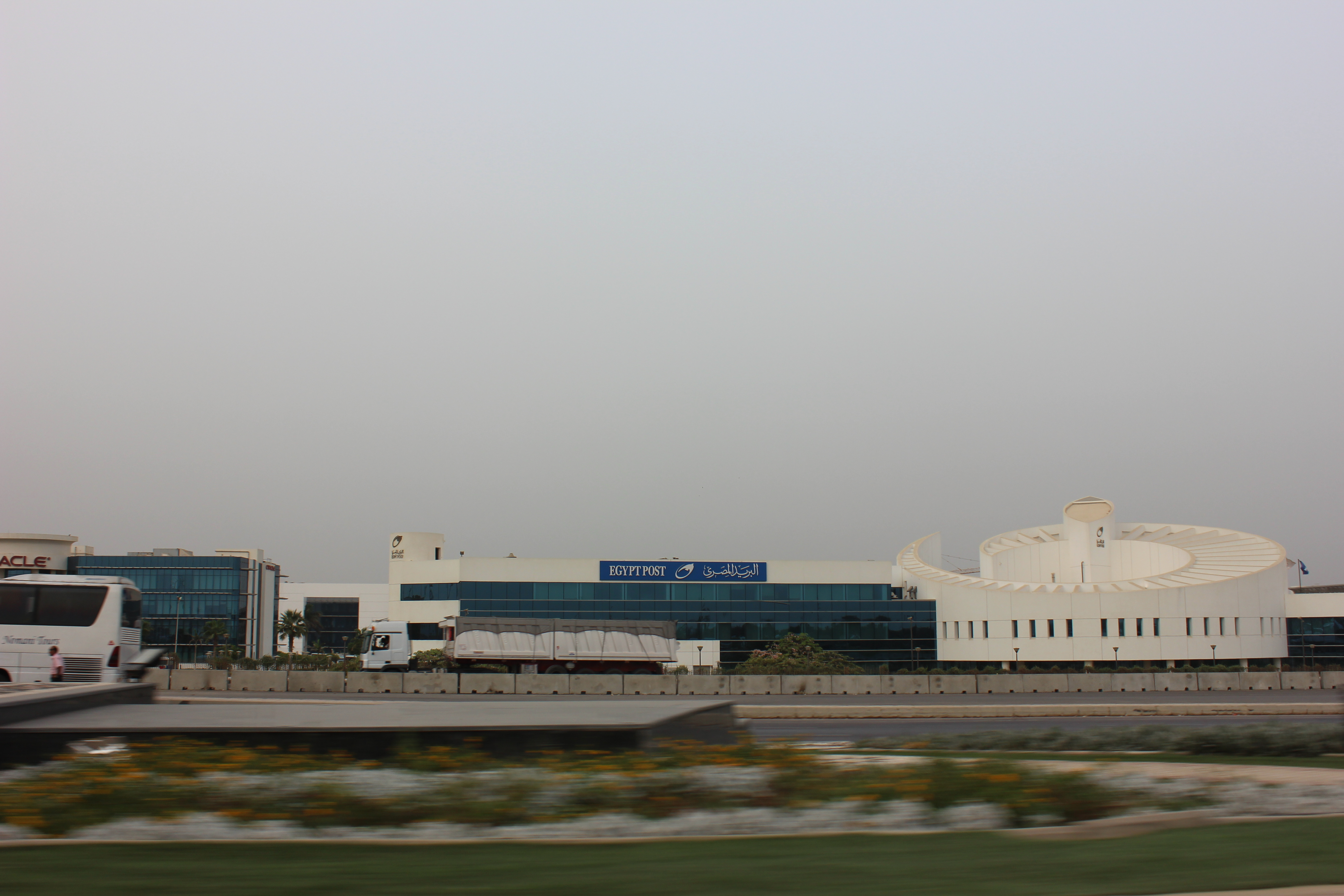
القرية الذكية
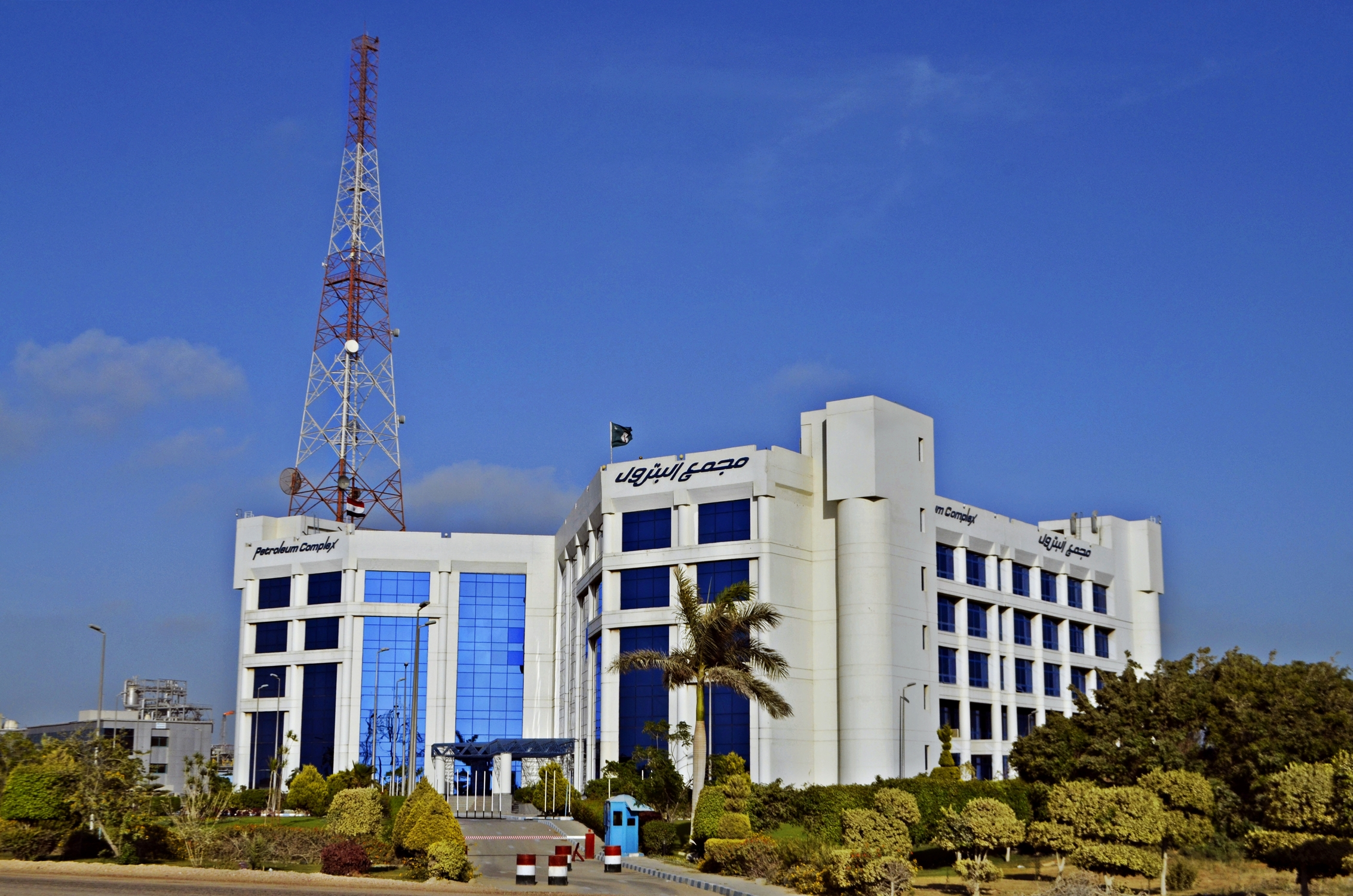
مبنى مجمع البترول بالإسكندرية
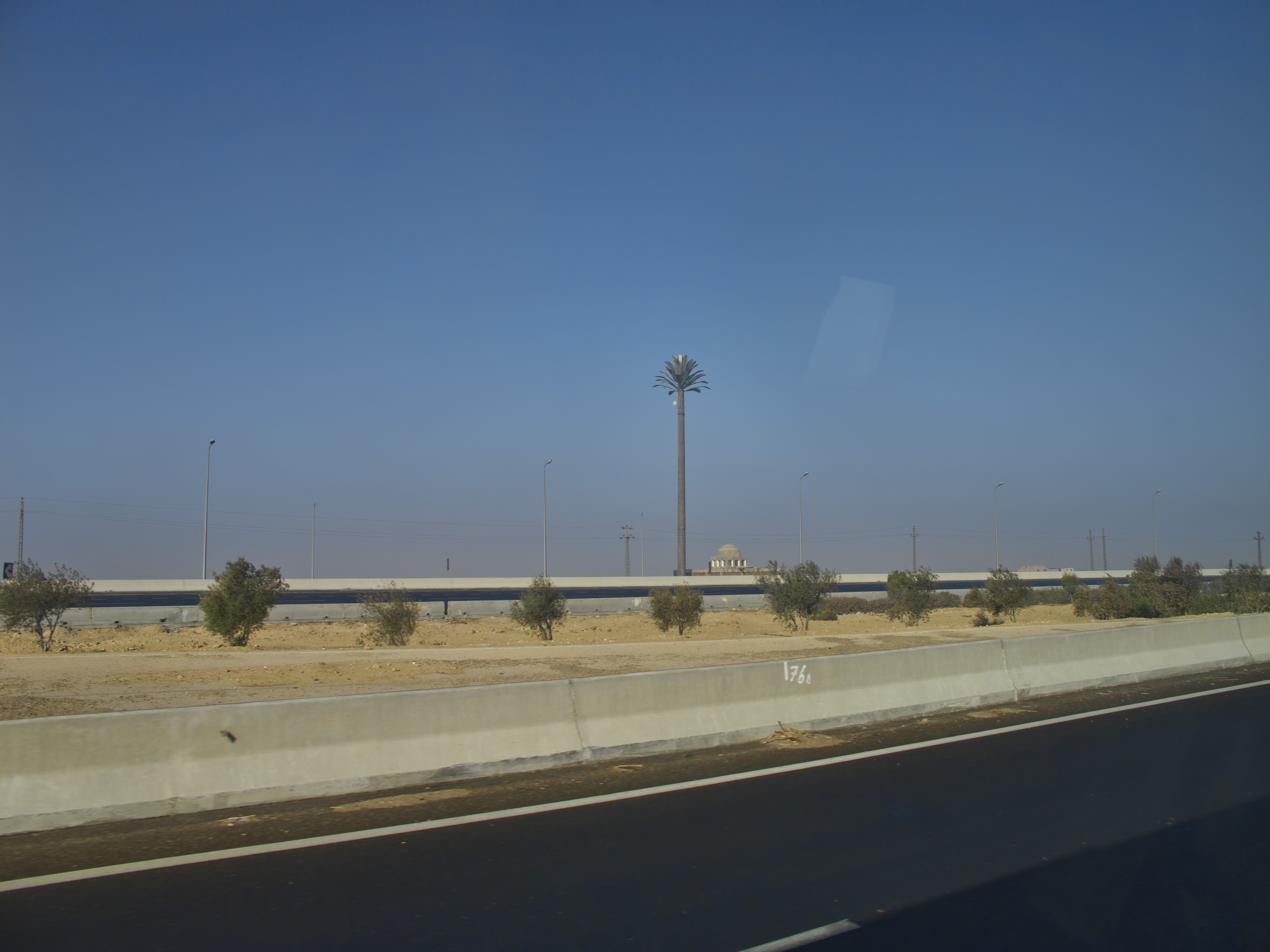
الطريق في اتجاه الإسكندرية
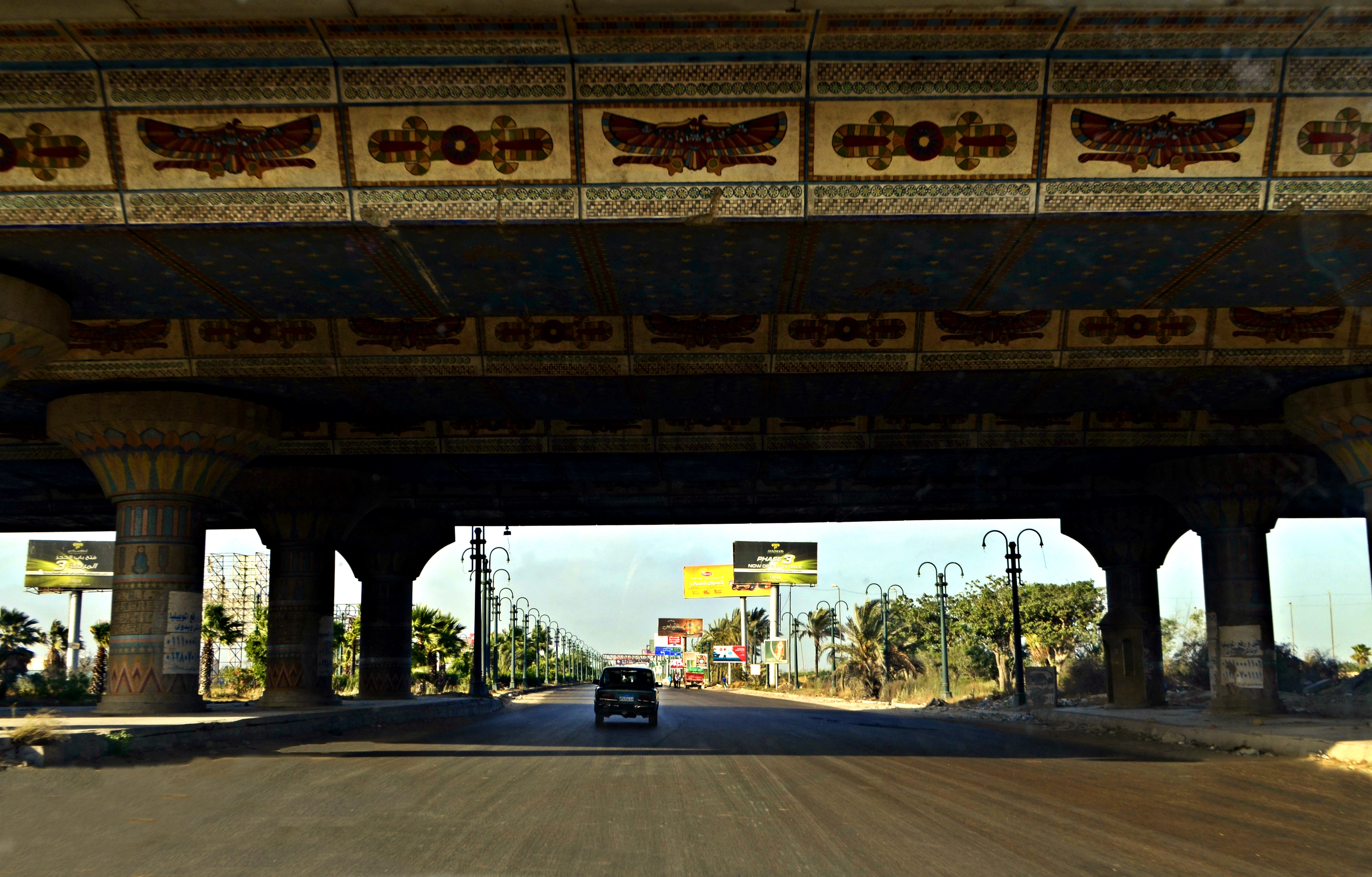
أسفل كوبري القباري بالاسكندرية